# David Oberkogler
David Oberkogler (* 1974 in Wien) ist ein österreichischer Schauspieler.

## Leben
David Oberkogler machte ab 1994 eine Ausbildung an der Schauspielschule Krauss, die er 1998 abschloss.
Anschließend war er bis 2000 am Tiroler Landestheater Innsbruck engagiert, 2000/01 am Schlossparktheater Berlin und von 2002 bis 2009 am Wiener Burgtheater, wo er beispielsweise als Benvolio in Romeo und Julia auf der Bühne stand. Seit 2009 ist er als freischaffender Schauspieler tätig, so war er etwa regelmäßig bei den Festspielen Reichenau zu sehen. 2019 spielt er bei den Festspielen Reichenau in Ein Monat auf dem Lande den Arzt Ignatij I. Schpigelskij.
Gastspiele führten ihn unter anderem an die Vereinigten Bühnen Bozen, ans Theater Drachengasse, ans Wiener Volkstheater und ans Rabenhof Theater. Im Oktober 2022 feierte er an der Seite von Kristina Sprenger am Stadttheater Berndorf mit der Komödie Die Tanzstunde von Mark St. Germain Premiere.
In der ORF-Fernsehserie CopStories verkörperte er von 2013 bis 2019 die Rolle des Toni Rauper.

## Filmografie (Auswahl)
- 1998: Wolken über dem Paradies
- 2000: Komm, süßer Tod
- 2003: Julia – Eine ungewöhnliche Frau – Kein Herz für Inder
- 2005: Augenleuchten
- 2006: Klimt
- 2006: Kronprinz Rudolfs letzte Liebe
- 2007: Vier Frauen und ein Todesfall – Mundtot
- 2009: Schottentor
- 2011: Restrisiko
- 2011: Michael
- 2011: Atmen
- 2012: Tatort – Kein Entkommen
- 2012: Reigen
- 2013: SOKO Kitzbühel – Kein Name. Keine Verpflichtung
- 2011–2013: Schlawiner (Fernsehserie)
- 2013: Spuren des Bösen – Zauberberg
- 2014: 14 – Tagebücher des Ersten Weltkriegs
- 2013–2019: CopStories (Fernsehserie)
- 2015: SOKO Donau – Jausenstation Hödlmoser
- 2016: Dinky Sinky
- 2016: Maikäfer flieg
- 2016: Was hat uns bloß so ruiniert
- 2016: Stille Reserven
- 2016: Gemischtes Doppel (Fernsehserie, eine Episode)
- 2016: Landkrimi – Höhenstraße
- 2017: SOKO Kitzbühel – Tod zum Selbermachen
- 2017: Schnell ermittelt – Dr. Knut Holm
- 2018: Landkrimi – Grenzland
- 2018: Der Ausflug (Kurzfilm)
- 2018, 2021: SOKO Donau – Nachts in Friedensruh, Vendetta
- 2018: Womit haben wir das verdient?
- 2019: Der Boden unter den Füßen
- 2019: Kaviar
- 2019: Vorstadtweiber (Fernsehserie)
- 2019: Tatort – Baum fällt
- 2020: Wischen ist Macht – Hast du Hobbies?
- 2020: Landkrimi – Steirerwut
- 2021: Cranberry Juice (Kurzfilm)
- 2021: Vienna Blood – Vor der Dunkelheit (Fernsehreihe)
- 2022: Stadtkomödie – Der weiße Kobold (Fernsehreihe)
- 2022: SOKO Linz – Women only (Fernsehserie)
- 2022: Corsage (Kinofilm)
- 2022: Landkrimi – Der Schutzengel (Fernsehreihe)
- 2023: Am Ende wird alles sichtbar
- 2024: Biester (Fernsehserie)
- 2024: Engel mit beschränkter Haftung (Fernsehfilm)